# 2011 no futebol
Lista com os campeões de futebol dos principais campeonatos do mundo em 2011:

## América do Sul

### Nacionais
| País      | Campeão                    |
| --------- | -------------------------- |
| Argentina | A - Vélez Sarsfield        |
| Argentina | C - Boca Juniors           |
| Bolívia   | A - Bolívar                |
| Bolívia   | C - The Strongest          |
| Brasil    | Corinthians                |
| Chile     | A - Universidad de Chile   |
| Chile     | C - Universidad de Chile   |
| Colombia  | A - Atlético Nacional      |
| Colombia  | C - Junior de Barranquilla |
| Equador   | Deportivo Quito            |
| Paraguai  | A - Nacional               |
| Paraguai  | C - Olimpia                |
| Peru      | Juan Aurich                |
| Uruguai   | Nacional                   |
| Venezuela | A - Deportivo Táchira      |
| Venezuela | C - Zamora                 |

### Continentais
| Campeonato                   | Campeão              |
| ---------------------------- | -------------------- |
| Copa Libertadores da América | Santos               |
| Copa Sul-Americana           | Universidad de Chile |
| Recopa Sul-Americana         | Internacional        |
| Copa Suruga Bank             | Júbilo Iwata         |

## Europa

### Nacionais
| País                 | Campeão           |
| -------------------- | ----------------- |
| Albânia              | Skënderbeu Korçë  |
| Alemanha             | Borussia Dortmund |
| Andorra              | Santa Coloma      |
| Armênia              |                   |
| Áustria              | Sturm Graz        |
| Azerbaijão           | Neftçi Baku       |
| Bélgica              | Racing Genk       |
| Bielorrússia         |                   |
| Bósnia e Herzegovina | Borac Banja Luka  |
| Bulgária             | Litex Lovech      |
| Cazaquistão          |                   |
| Chipre               | APOEL             |
| Croácia              | Dinamo Zagreb     |
| Dinamarca            | Copenhagen        |
| Escócia              | Glasgow Rangers   |
| Eslováquia           | Slovan Bratislava |
| Eslovênia            | Maribor           |
| Espanha              | Barcelona         |
| Estônia              |                   |
| Finlândia            |                   |
| França               | Lille             |
| Geórgia              | Zestafoni         |
| Grécia               | Olympiacos        |
| Holanda              | Ajax              |
| Hungria              | Videoton          |
| Ilhas Faroe          |                   |
| Inglaterra           | Manchester United |
| Irlanda              |                   |
| Irlanda do Norte     | Linfield          |
| Islândia             | Úrvalsdeild       |
| Israel               | Maccabi Haifa     |
| Itália               | Milan             |
| Letônia              |                   |
| Lituânia             |                   |
| Luxemburgo           | Dudelange         |
| Macedônia            | Shkendija Tetovo  |
| Malta                | Valletta          |
| Modávia              | Dacia Chisinau    |
| Montenegro           | Mogren            |
| Noruega              |                   |
| País de Gales        | Bangor City FC    |
| Polônia              | Wisła Kraków      |
| Portugal             | Porto             |
| República Tcheca     | Viktoria Plzeň    |
| Romênia              | Oţelul Galaţi     |
| Rússia               |                   |
| San Marino           | Tre Fiori         |
| Sérvia               | Partizan          |
| Suécia               |                   |
| Suíça                | Basel             |
| Turquia              | Fenerbahçe        |
| Ucrânia              | Shakhtar Donetsk  |

### Continentais
| Campeonato                | Campeão   |
| ------------------------- | --------- |
| Liga dos Campeões da UEFA | Barcelona |
| Liga Europa               | Porto     |
| Supercopa Europeia        | Barcelona |

## América do Norte

### Nacionais
| País                     | Campeão         |
| ------------------------ | --------------- |
| Anguilha                 |                 |
| Antígua e Barbuda        |                 |
| Antílhas Holandesas      |                 |
| Aruba                    |                 |
| Bahamas                  |                 |
| Barbados                 |                 |
| Belize                   |                 |
| Bermudas                 |                 |
| Canadá                   |                 |
| Costa Rica               |                 |
| Cuba                     |                 |
| Dominica                 |                 |
| El Salvador              | A -             |
| El Salvador              | C -             |
| Estados Unidos           |                 |
| Granada                  |                 |
| Groelândia               |                 |
| Guadalupe                |                 |
| Guatemala                | A -             |
| Guatemala                | C -             |
| Guiana                   |                 |
| Guiana Francesa          |                 |
| Haiti                    |                 |
| Honduras                 | A -             |
| Honduras                 | C -             |
| Ilhas Cayman             |                 |
| Ilhas Virgens            |                 |
| Ilhas Virgens Britânicas |                 |
| Jamaica                  |                 |
| Martinica                |                 |
| México                   | A -             |
| México                   | C -             |
| Nicarágua                |                 |
| Panamá                   | A -             |
| Panamá                   | C -             |
| Porto Rico               |                 |
| República Dominicana     |                 |
| Santa Lúcia              |                 |
| São Cristóvão e Nevis    | São Cristóvão - |
| São Cristóvão e Nevis    | Nevis -         |
| São Martinho             |                 |
| São Vicente e Granadinas |                 |
| Suriname                 |                 |
| Trinidad e Tobago        |                 |
| Turcos e Caicos          |                 |

### Continentais
| Campeonato                    | Campeão               |
| ----------------------------- | --------------------- |
| Liga dos Campeões da CONCACAF | Monterrey             |
| Campeonato de Clubes da CFU   | Puerto Rico Islanders |

## África

### Nacionais
| País                           | Campeão |
| ------------------------------ | ------- |
| África do Sul                  |         |
| Angola                         |         |
| Argélia                        |         |
| Benin                          |         |
| Botsuana                       |         |
| Burkina Fasso                  |         |
| Burundi                        |         |
| Cabo Verde                     |         |
| Camarões                       |         |
| Chade                          |         |
| Comores                        |         |
| Congo                          |         |
| Costa do Marfim                |         |
| Djibouti                       |         |
| Egíto                          |         |
| Eritréa                        |         |
| Etiópia                        |         |
| Gabão                          |         |
| Gâmbia                         |         |
| Gana                           |         |
| Guiné                          |         |
| Guiné-Bissau                   |         |
| Guiné Equatorial               |         |
| Ilha de Santa Helena           |         |
| Ilhas Maurício                 |         |
| Lesoto                         |         |
| Líbia                          |         |
| Libéria                        |         |
| Madagascar                     |         |
| Malauí                         |         |
| Mali                           |         |
| Marrocos                       |         |
| Mauritânia                     |         |
| Mayotte                        |         |
| Moçambique                     |         |
| Namíbia                        |         |
| Niger                          |         |
| Nigéria                        |         |
| Quênia                         |         |
| República Democrática do Congo |         |
| Reunião                        |         |
| Ruanda                         |         |
| São Tomé e Príncipe            |         |
| Senegal                        |         |
| Serra Leoa                     |         |
| Seychelles                     |         |
| Suazilândia                    |         |
| Sudão                          |         |
| Tanzânia                       |         |
| Togo                           |         |
| Tunísia                        |         |
| Uganda                         |         |
| Zâmbia                         |         |
| Zanzibar                       |         |
| Zimbabuê                       |         |

### Continentais
| Campeonato                    | Campeão           |
| ----------------------------- | ----------------- |
| Liga dos Campeões da CAF      | Espérance ST      |
| Copa das Confederações da CAF | Maghreb Fez       |
| Supercopa Africana (2012)     | Maghreb Fez       |
| Copa Interclubes da CECAFA    | Young Africans SC |

## Ásia

### Nacionais
| País                   | Campeão       |
| ---------------------- | ------------- |
| Arábia Saudita         |               |
| Austrália              | Brisbane Roar |
| Bahrain                |               |
| Bangladesh             |               |
| Birmânia               |               |
| Brunei                 |               |
| Butão                  |               |
| Camboja                |               |
| Singapura              |               |
| R. P. da China         |               |
| Coreia do Sul          |               |
| Emirados Árabes Unidos | Al Jazira     |
| Filipínas              |               |
| Guam                   |               |
| Hong Kong              |               |
| Iémen                  |               |
| Índia                  |               |
| Indonésia              |               |
| Irã                    | Sepahan       |
| Iraque                 |               |
| Japão                  |               |
| Jordânia               |               |
| Kuwait                 |               |
| Laos                   |               |
| Líbano                 |               |
| Macau                  |               |
| Malásia                |               |
| Maldivas               |               |
| Mongólia               |               |
| Nepal                  |               |
| Omã                    |               |
| Paquistão              |               |
| Qatar                  |               |
| Quirguistão            |               |
| Síria                  |               |
| Sri Lanka              |               |
| Tailândia              |               |
| Taiwan                 |               |
| Tajiquistão            |               |
| Turcomenistão          |               |
| Uzbequistão            |               |
| Vietnã                 |               |

### Continentais
| Campeonato                  | Campeão              |
| --------------------------- | -------------------- |
| Liga dos Campeões da AFC    | Al-Sadd              |
| Copa da AFC                 | Nasaf Karshi         |
| Copa dos Presidentes da AFC | Taiwan Power Company |
| Copa do Golfo               |                      |
| Copa Suruga Bank            |                      |

## Oceania

### Nacionais
| País                    | Campeão |
| ----------------------- | ------- |
| Fiji                    |         |
| Havaí                   |         |
| Ilhas Cook              |         |
| Ilhas Marianas do Norte |         |
| Ilhas Salomão           |         |
| Nova Caledônia          |         |
| Nova Zelândia           |         |
| Papua Nova Guiné        |         |
| Samoa                   |         |
| Samoa Americana         |         |
| Taiti                   |         |
| Tuvalu                  |         |
| Vanuatu                 |         |
| Wallis e Futuna         |         |

### Continentais
| Campeonato               | Campeão       |
| ------------------------ | ------------- |
| Liga dos Campeões da OFC | Auckland City |

## Copa do Mundo de Clubes
| Copa do Mundo de Clubes da FIFA de 2011 |
| --------------------------------------- |
| Barcelona 2° Título                     |